# القبول (فلم)
القبول (بالإنجليزية: Admission) هو فيلم كوميدي أُصدر في الولايات المتحدة سنة 2013.

## طاقم التمثيل
- تينا فاي
- بول رود

## القصة
تدور الأحداث حول قبول أحد الضباط بجامعة برينستون والذي يشرف عليها زميلة قديمة لها، كما تبدأ المواجهات ما بين الماضي والحاضر، وأثناء ذلك تسعى لإيجاد طريقها إلى حياة جديدة ومبهجة ومليئة بالرومانسية.

## الميزانية والإيرادات
بلغت تكلفة إنتاج الفيلم حوالي 13 مليون دولار بينما حقق أرباحاً تقدر بـ 18,007,317 دولار.

## روابط خارجية
- مقالات تستعمل روابط فنية بلا صلة مع ويكي بيانات